# Бисерикуца
Острво Бисерикуца (рум. Insula Bisericuța) је острво на југу лимана Разим у Румунији. Налази се код села Журиловка у округу Тулча.
Острво је дугачко 360 метара, а широко 58 метара при чему је јужна половина нижа и потпуно обрасла трском, док северну половину заузима кречњачко брдо високо 9 метара са веома стрмим ивицама. Од најближег копна, јужно од острва, одвојено је каналом широким 9 метара.
2003. године започета су прва археолошка истраживања на острву која откривају трагове грчког (5-4 век п.н.е), римског (2-4 век) и средњовековног насеља (10-12 век). Најочигледнији су трагови утврђења са каменим зидом.
Острво Бисерикуца је омиљено подручје за гнежђење утви.